# Mihael Mihaljević
Mihovil (Mihael) Mihaljević (Oštarije, 26. listopada 1864. – Zagreb, 11. travnja 1925.) bio je hrvatski general Austrougarske vojske i jedan od posljednjih zapovjednika Kraljevskog hrvatskog domobranstva.

## Životopis

### Vojna karijera
Nakon pohađanja pješačke kadetske vojne škole u Karlovcu 1882. raspoređen je u 79. pješačku pukovniju. Nakon službe po raznim pukovnijama u Hrvatskoj i Bosni i Hercegovini 1896. postaje poručnik, 1899. natporučnik te završava Ratnu školu (1894. – 1896.). Potom dolazi u činu satnika u Mostar, u stožerno zapovjedništvo. Od 1898. do 1899. radi u uredima Glavnog stožera u Beču, a potom služi u 22. pukovniji u Zadru do 1900., kada je pozvan u glavni stožer kr. ugarskog domobranstva, gdje 1903. preuzima dužnost načelnika glavnog stožera Kraljevskog hrvatskog domobranstva. Od 1910. do 1911. služi kao zapovjednik bojne 36. pješačke pukovnije u Brunecku. U činu pukovnika preuzima dužnost načelnika glavnog stožera XV. zbora u Sarajevu.

### Prvi svjetski rat
U listopadu/studenom 1914. (između Sarkotićevog i Salis-Seewisovog zapovijedanja) bio je zapovjednik 42. domobranske pješačke divizije na srbijanskoj bojišnici. Od 12. studenog zapovijeda 83. domobranskom brigadom, s kojom je početkom 1915. poslan na rusko bojište. 3. ožujka promaknut je u čin general-bojnika. Od kolovoza do prosinca 1915. zapovijedao je 66. pješ. puk. U travnju 1916. preuzima zapovjedništvo 14. gorske brigade u Albaniji. Od 25. veljače do 25. lipnja 1917. zamjenik je načelnika Stožera za dopunu Zajedničke vojske. U lipnju preuzima zapovjedništvo nad 42. domobranskom divizijom, koja se borila u jugoistočnoj Galiciji i Bukovini, a od veljače 1918. na Soči. Promaknut je u čin podmaršala 5. ožujka 1918.
Razriješen je zapovjedništva krajem svibnja 1918. 27. rujna 1918. imenovan je zapovjednikom Kr. hrvatskog domobranstva, a tu je dužnost obnašao do sloma Monarhije.

### Prevrat u Zagrebu
Narodno vijeće SHS uputilo je 26. listopada zapovijedajućim generalima u Hrvatskoj, Šnjariću i Mihaljeviću, upit hoće li što poduzimati ako Narodno vijeće prekine veze s Austro-Ugarskom, na što su odgovorili da ih veže zakletva caru i kralju te da moraju upitati Karla, na što ih je on odmah razriješio zakletve.
Za 29. listopada 1918. je bio u Zagrebu sazvan Hrvatski sabor. Znalo se da će zastupnici odmah na prvoj sjednici zaključiti prijelom u vezama s Ugarskom i Austrijom. Kako bi se ovaj trenutak hrvatske povijesti manifestirao vanjskim načinom, na zagrebačkom Markovom trgu se sakupio silan svijet. Na trg su došli i hrvatski (većinom pričuvni) časnici, koji su 28. listopada sa svojih kapa poskidali stare austrougarske oznake i zamijenili ih hrvatskim. Veliko je oduševljenje zavladalo kada su se pojavile vojničke glazbe 25. domobranske i 53. zajedničke pukovnije, s kojima su došli vojnici i časnici. To je bio dokaz da su uz hrvatski narodni pokret pristali general pješaštva Luka Šnjarić i podmaršal Mihovil Mihaljević (Šnjarić je tada bio zapovjednik zajedničke vojske u Hrvatskoj, a Mihaljević domobranstva). Oni su se s čitavom oružanom silom stavili na raspolaganje Narodnom vijeću te su ušli u hrvatsku sabornicu gdje su ih zastupnici i narod na galerijama pozdravili s pljeskom i poklicima "Živjela narodna vojska!".

### Nakon Prvog svjetskog rata
Krajem 1918. kratko je bio zapovjednik hrvatske narodne vojske (odnosno Vojske Države SHS). Nakon toga živio je 1919. – 1920. u Beču, a potom u Zagrebu, gdje je i umro 1925.